# اچ‌ام‌اس دانکن (اف۸۰)

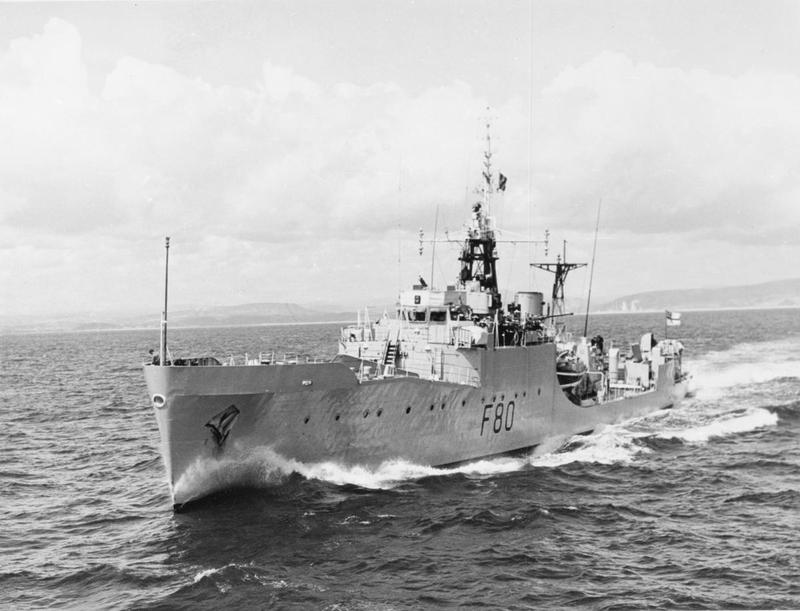

اچ‌ام‌اس دانکن (اف۸۰) (به انگلیسی: HMS Duncan (F80)) یک کشتی بود. این کشتی در سال ۱۹۵۷ ساخته شد.